# 結城信一
結城 信一（ゆうき しんいち、1916年3月6日 - 1984年10月26日）は、日本の小説家である。
東京府生まれ。1933年、旧制日本大学中学校（現在の日本大学第一高等学校）卒。早稲田大学英文科卒。国際学友会の日本語学校の教師を経て、1948年、「秋祭」で作家デビュー。以後、『早稲田文学』ほかの文芸雑誌、年に二作程度の短篇を発表する寡作で地味な作家だったが、1980年、老人と少女の交流を描いた「空の細道」で日本文学大賞受賞。没後の2000年、未知谷より全3巻の『結城信一全集』（串田孫一、郡司勝義、結城信孝責任編集）が刊行された。アンソロジスト、エッセイストの結城信孝は息子。

## 著書
- 青い水 緑地社, 1955
- 螢草 創文社, 1958
- 鶴の書 創文社, 1961
- 鎮魂曲 創文社, 1967
- 夜明けのランプ 創文社, 1968
- 夜の鐘 講談社, 1971
- 萩すすき 青娥書房, 1976
- 文化祭 青娥書房, 1977
- 作家のいろいろ 六興出版, 1979
- 空の細道 河出書房新社, 1980
- 石榴抄 新潮社, 1981
- 不吉な港 新潮社, 1983
- 犀星抄 日本古書通信社, 1996
- 結城信一全集 全3巻 未知谷, 2000
- セザンヌの山 講談社文芸文庫, 2002
- 結城信一　評論・随筆集成 未知谷, 2007

## 翻訳
- みずうみ・三色菫 テオドール・シュトルム 偕成社, 1962